# Andrei Zapșa
Andrei Zapșa (n. 17 aprilie 1996, în Chișinău, Republica Moldova) este un profesor, scriitor și muzician din Republica Moldova.

## Biografie
Andrei Zapșa s-a născut la 17 aprilie 1996, în Chișinău într-o familie de intelectuali. În anul 2012 absolvește ciclul gimnazial al Liceului Teoretic „Ion Creangă” din Chișinău la profil muzical-coral, după care urmează până în 2016 Colegiul Financiar-Bancar din Chișinău. În 2018 absolvește Universitatea de Stat din Moldova obținând titlul de licențiat în științe politice. Activează în calitate de profesor de discipline economice la Colegiul Financiar-Bancar din Chișinău/Centrul de Excelență în Economie și Finanțe (2016-2019) și la Colegiul Național de Comerț al Academiei de Studii Economice din Moldova (2020-prezent). Din noiembrie 2023, este numit Director general adjunct al Companiei „Teleradio-Moldova”, furnizorul național de servicii media audiovizuale al Republicii Moldova.

## Activitate artistică
Debutează în 2015 cu Trilogia „Marea Bătălie”, pe care o lansează în anul 2016 cu un concert de muzică simfonică, unde are loc și premiera suitei orchestrale semnate de Andrei Zapșa.
În anul 2017 publică nuvela „Calea spre Indonezia” (or. „Way to Indonesia”) pe care o lansează în orașul Surabaya, Republica Indonezia. În același timp, pe lîngă orchestra din Republica Moldova, fondează și dirijează o orchestră de muzică academică în orașul Makassar, aceasta fiind unica formație de acest gen de pe insula Sulawesi.
În anul 2018 publică romanul „Nomadul. Chemarea lui Vodă”, care se clasează în finala „Open Eurasia”, organizat în cadrul Open Eurasian Literature Festival 2019, Bruxel, Ediția a VIII-a.
Are o bogată activitate concertistică și de creație.
La 8 februarie 2019 este decorat de Președintele Republicii Moldova cu Medalia „Mihai Eminescu”, pentru merite deosebite în activitatea de creație.

## Activitate politică
Candidează la Alegerile parlamentare din 2019 în calitate de candidat independent, dar se retrage din cursă.